# Demòcrates Nacional Progressistes
Els Demòcrates Nacional Progressistes (en anglès National Progressive Democrats, NPD) foren un partit polític socialista irlandès.
Fou fundat el 1958 per Noel Browne (antic membre del Clann na Poblachta) i Jack McQuillan amb influència ideològica socialista. Entre 1958 i 1961 aconseguí que 7 de les 9 propostes que va presentar al Dáil Éireann fossin aprovades. A les eleccions al Dáil Éireann de 1961 va obtenir dos escons i entre 1961 i 1965 van presentar 1.400 esmenes i propostes al govern de Seán Lemass. Malgrat ser considerats com a veritable oposició, el 1963 es va dissoldre el partit quan els seus dos diputats ingressaren en el Partit Laborista.

## Resultats electorals
| Any  | Líder       | Vots   | %    | Escons  | ± | Pos. | Govern   |
| ---- | ----------- | ------ | ---- | ------- | - | ---- | -------- |
| 1961 | Noël Browne | 11,490 | 1.0% | 2 / 144 | 2 | 4t   | Oposició |